# Krewcial
Pascal Garnier, beter bekend als Krewcial, is een Belgische rapper en producer uit Gent. Hij houdt zich bezig met zowel Vlaamse als Engelstalige hiphop. Krewcial fungeerde binnen de hiphopwereld als een van de pioniers van de Belgische hiphopscene. Hij staat momenteel onder contract bij het platenlabel Barely Breaking Even.
Na de release van zijn laatste album 25/8 in 2004 concentreerde hij zich op het produceren en mixen van andere groepen.  Hij maakte een paar jaar deel uit van Lalalover (wiens debuut hij ook produceerde).  
Sinds een aantal jaren treedt hij niet langer zelf op, maar werkt hij vooral achter de schermen als producer en engineer.  Hij mixte onder andere het debuutalbum van Antwerpse rapper Nag en deed productiewerk voor Tiger Lili en Lucinda Slim.
Sinds 2009 is hij ook actief als cineast.  Hij filmde onder andere de videoclip van Jiggy Djé's "Regen Op Warm Asfalt" en Coely's "Nothing On Me".

## Biografie
De Belgische MC en producer Krewcial bewoog zichzelve al sinds 1991 op het podium en heeft in België en Nederland inmiddels bijna alle zalen aangedaan met zijn hiphop formatie. Hij bracht in 1999 het eerste Engels gesproken Belgische hiphop album uit, en stond in den voorprogramma's van onder andere The Alkoholics, Blackstar, Rob Swift, Company Flow, The Pharcyde, Ursula Rucker, The Black Eyed Peas, Last Emperor en Roots Manuva. Hij werkte onder andere samen met Brainpower, Extince, Tanya Saw (van Zap Mama), Phonte (Little Brother), hij produceert muziek voor andere muzikanten en maakte drie seizoenen lang de eerste Belgische hiphop radioshow op Studio Brussel.

## Discografie

### Albums
- 1999 - Live Guy with Glasses (Album)
- 2004 - 25/8 (Album)

### Solo releases
- 1998 - Niet Mijn Streven (staat op: Verzamelalbum "Frithop Is Dood")
- 2001 - Devoted (12"inch; staat op: "Vinylators 2001")
- 2003 - Statement (12"inch; staat op: "Vinylators 2003" ft. Shyrock & Ugene)
- 2005 - U.R.U. (12"inch; ft. Phonte Coleman & Tanya Saw)

### Overig werk
- 1998 - 1 Step B-Yond (7:11) (cd) bijdrage op album The Underworld van Living Legends (the Grouch, BFAP, Luckyiam, PSC)
- 1999 - Zoete inval (single; samen met Extince, Skate the Great, Goldy, Murth The Man-O-Script, Brainpower & Yukkie B.)
- 1999 - Raison d'Etre (cd/LP; bijdrage op album Traditions van The Proov)
- 2002 - Belgische wafels (cd/LP; bijdrage op album Verschil moet er zijn van Brainpower)
- 2004 - Out of the Blue (cd/LP; samenwerking met Lefto <Blue Note Remixes>)